# 岐阜県道159号北方真正大野線
岐阜県道159号北方真正大野線（ぎふけんどう159ごう きたがたしんせいおおのせん）は、岐阜県本巣郡北方町から同県揖斐郡大野町に至る一般県道である。

## 概要

### 路線データ
- 起点：岐阜県本巣郡北方町加茂（国道157号・国道303号・岐阜県道23号北方多度線との重複区間上）
- 終点：岐阜県揖斐郡大野町大字五之里（岐阜県道92号岐阜巣南大野線交点）

## 沿革
- 1977年（昭和52年）2月27日 ： 認定[1]
- 2014年（平成26年）3月14日 - 揖斐郡大野町大字五之里で区域および終点の変更。終点が同町大字五之里384番地先（五之里南屋敷交差点=岐阜県道92号岐阜巣南大野線旧道交点）から短縮され、同町大字五之里166番2地先（五之里交差点=岐阜県道92号岐阜巣南大野線現道交点）に変更される[2]。

## 路線状況

### 橋梁
- 真大橋：根尾川

### 重複区間
- 国道157号・国道303号・岐阜県道23号北方多度線：本巣郡北方町加茂 - 本巣市上真桑・上真桑北畑交差点

## 地理

### 通過する自治体
- 岐阜県
  - 本巣郡
    - 北方町

  - 本巣市
  - 揖斐郡
    - 大野町

### 接続する道路
- 国道157号・国道303号・岐阜県道23号北方多度線（本巣市上真桑・上真桑北畑交差点）
- 岐阜県道156号曽井中島美江寺大垣線（本巣市下真桑地内）
- 岐阜県道170号田之上屋井線（本巣市政田地内）
- 岐阜県道92号岐阜巣南大野線（揖斐郡大野町大字五之里・五之里交差点）

### 沿線
- 岐阜県警察 北方警察署
- 樽見鉄道樽見線 北方真桑駅
- 真正郵便局